# Военный музей (Хельсинки)
Военный музей города Хельсинки — государственный военно-исторический специализированный музей — является центральным музеем вооружённых сил Финляндии и принадлежит институту обороны. В 2018 году выставки Военного музея в Суоменлинна посетило более 130 000 человек. Самая популярная достопримечательность музея — это находящаяся в Суоменлинна подводная лодка «Весикко», которую ежегодно посещает около 58 000 человек.
Военный музей собирает, хранит, исследует и выставляет для обозрения военно-исторические экспонаты и предметы, связанные с Силами обороны Финляндии и их традициями. Музей организует выставки, занимается педагогической деятельностью, а также издаёт военно-исторические материалы, относящиеся к истории войн и вооружений, даёт заключения по различным вопросам военной истории. Военный музей руководит деятельностью музеев родов вооружённых сил, располагающихся в различных частях Финляндии, и соотрудничает с ними. Материалами музея пользуются Силы обороны Финляндии, другие представители органов власти и те, кто интересуется военной историей.

## История музея
Военный музей был основан 25 ноября 1929 года, и его открытие состоялось на следующий год, 18 октября в Круунунхака (Лиисанкату 1). До основания музея военно-исторические материалы и коллекции Финляндии были представлены на выставке в честь столетия Финской войны в Государственном историческом музее в 1908 году. В 1918—1919 годах в Национальном музее Финляндии, в основном за счёт пожертвований, была создана выставка об освободительной войне. Также в Военном архиве, основанном в Хельсинки в 1918 году, накопились военно-исторические экспонаты, послужившие основой коллекции Военного музея.
В январе 1933 года Военный музей, по указанию Министерства обороны Финляндии, переехал из помещения на Лиисанкату на остров Суоменлинна в бастион Карпелана, где музей находился до начала Зимней войны. Директором Военного музея был избран лейтенант Рейно Вилхелм Палмрот. Открытие музея в бастионе Карпелана состоялось 11 июня 1933 года, и его посещало ежегодно около 9000 человек. Выставка, представленная в музее, была разбита по родам войск на следующие разделы: егерский, разведывательный, раздел вооружений и военно-морской раздел. На выставке также были представлены материалы о гражданской войне.
Осенью 1939 года Военный музей в Суоменлинна был закрыт, персонал переведён на военные должности и экспонаты музея эвакуированы в разные части страны. Управление Военного музея также вынуждены были эвакуировать из Хельсинки из-за бомбёжек 1944 года. Во время Зимней войны и Войны-продолжения Военный музей всё-таки организовал в выставочном павильоне Хельсинки «Мессухалли» выставки, первой из которых являлась «Выставка военного трофея» в феврале 1940 года. В след за ней в 1941 году были организованы ещё две выставки «Воспоминания о войне» I и II, а также передвижные выставки в провинциях Финляндии с 1941 по 1943 год. В 1942—1943 годах деятельность музея была расширена, в том числе представлена и в Швеции. В военное время целью выставок было не только представить публике фронтовые экспонаты, но также собрать деньги для инвалидов войны и поднять настроение «внутреннего фронта». В 1944 году для поддержки деятельности Военного музея было основано «Общество памяти о войне» (позже «Военно-историческое общество Финляндии»).
В послевоенные годы Военный музей оставался некоторое время без помещения для выставок, но ситуация изменилась, когда он получил в своё распоряжение здание в Круунунхака. Музей располагается по адресу Мауринкату 1 в кирпичном здании, которое было спроектировано архитектором Эвертом Лагерспетцем в 1883 году. С 1883 по 1901 год здание использовали как казарму стрелкового батальона. Начиная с середины 1990 годов, выставочная деятельность Военного музея была расширена: выставки были организованы также и на Лиисанкату. В настоящее время там можно посетить действующую выставку «От хаккапелитов (финские конники в шведской армии, во время тридцатилетней войны) до миротворцев».
Накануне Зимней войны деятельность Военного музея в Суоменлинна была приостановлена. Коллекции, находившиеся в бастионе Карпелана, были эвакуированы во время Войны-продолжения на материк, а помещение музея позже было передано в пользование музея Армфельта. В послевоенные 1946—1948 годы обсуждался вопрос об открытии в Суоменлинна Музея береговой артиллерии. Такой музей был открыт в начале декабря 1948 года. Его коллекции освещали период, который включал последние годы автономии и годы независимости Финляндии. Позже в помещениях музея был произведён ремонт, и он вновь был открыт 12 мая 1988 года. Музей береговой артиллерии был закрыт в 2007 году из-за плохого состояния помещений.
Раздел Военного музея, посвящённый военно-морскому флоту, был открыт в Суоменлинна 6 ноября 1948 года. В его задачи входило рассказывать о морской обороне Финляндии времён независимости. В 1963 году эту часть музея пришлось закрыть из-за повышенной влажности помещений. Деятельность раздела военно-морского флота Военного музея осталась таким образом кратковременной — новых выставочных помещений так найти и не удалось.
В начале 1970-х годов Военный музей хотели полностью перенести в Суоменлинна, но несмотря на предложение, переезд музея на остров не был одобрен. Подводная лодка «Весикко» всё же была открыта для просмотра публики в Бухте артиллерии в 1973 году. В 1975 году Государственный Совет Финляндии принял решение о музейной деятельности, рассказывающей об истории Суоменлинна. По инициативе Сил обороны и поддержке музейного ведомства Финляндии, а также администрации Суоменлинна, в конце августа 1980 года было получено разрешение на открытие помещения под музейные экспонаты. Для экспозиций было выделено помещение Манежа, который с 1974 года служил складом экспонатов Военного музея. Капитальный ремонт Манежа начался в 1986 году, а спустя три года, 1 июня 1989 года, отпраздновали открытие музея.
Начиная с 1962 года Военный музей организовал более 30 специализированных выставок, например, две выставки в честь сорока- и девяностолетия Сил обороны Финляндии (в 1958 и 2008 годах), а также много выставок о Зимней войне.
Выставка на Лиисанкату была закрыта 1 марта 2016 из-за плесени.

## Коллекции
В коллекции Военного музея входит более 200 000 экспонатов, из которых только небольшая часть постоянно выставляется. Большинство экспонатов находится или в стадии исследования или хранится в запасниках музея. В коллекции Военного музея входят, например, ордена, оружие, обмундирование, предметы искусства, посвящённые войне, флаги, а также военные суда, транспортные средства и самолёты. Временной отрезок коллекций простирается со времён, когда Финляндия входила в состав Швеции, до настоящего времени, однако основное внимание уделяется периоду независимости Финляндии. Коллекции фотоматериалов состоят из более 200 000 фотографий. Материалы фотоархива используются в выставочной, научно-исследовательской и издательской работах.

## Издания
Военный музей имеет свою серию изданий по разным историческим темам, например, книги по истории видов вооружений. Совместно с Военно-историческим обществом Финляндии, музей ежегодно выпускает «Военно-исторический журнал». В честь юбилея Сил обороны Финляндии 4 июня 2008 года Военный музей выпустил книгу «Традиции воинских частей Сил обороны Финляндии». Музей также участвовал в подготовке информации для различных мультимедиа-изданий, в частности о Зимней войне.

## Выставки и экспонаты

### Лиисанкату 1 — «Отгаккапелитовдо миротворцев»

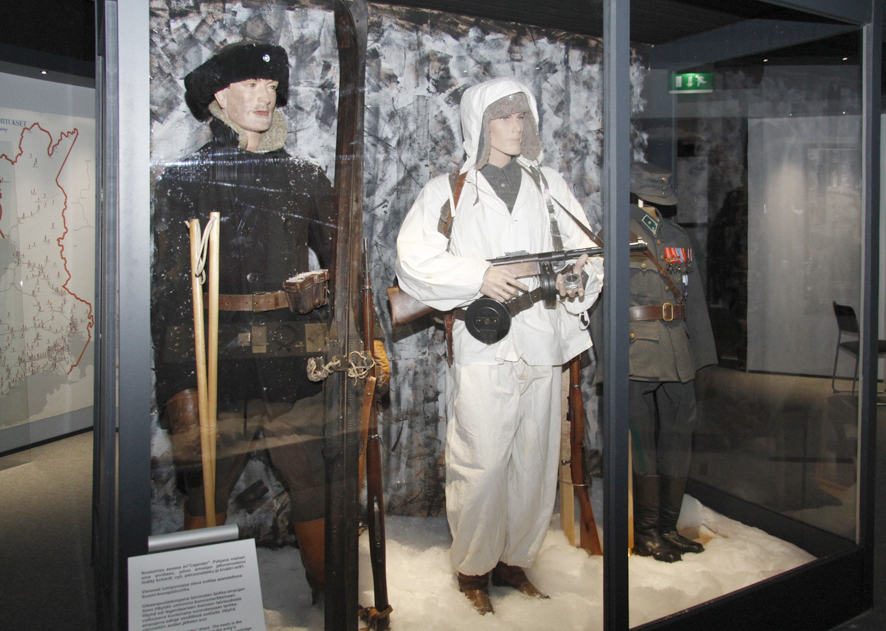
Два солдата Зимней войны и мундир Simo Häyhä на выставке Лиисанкату

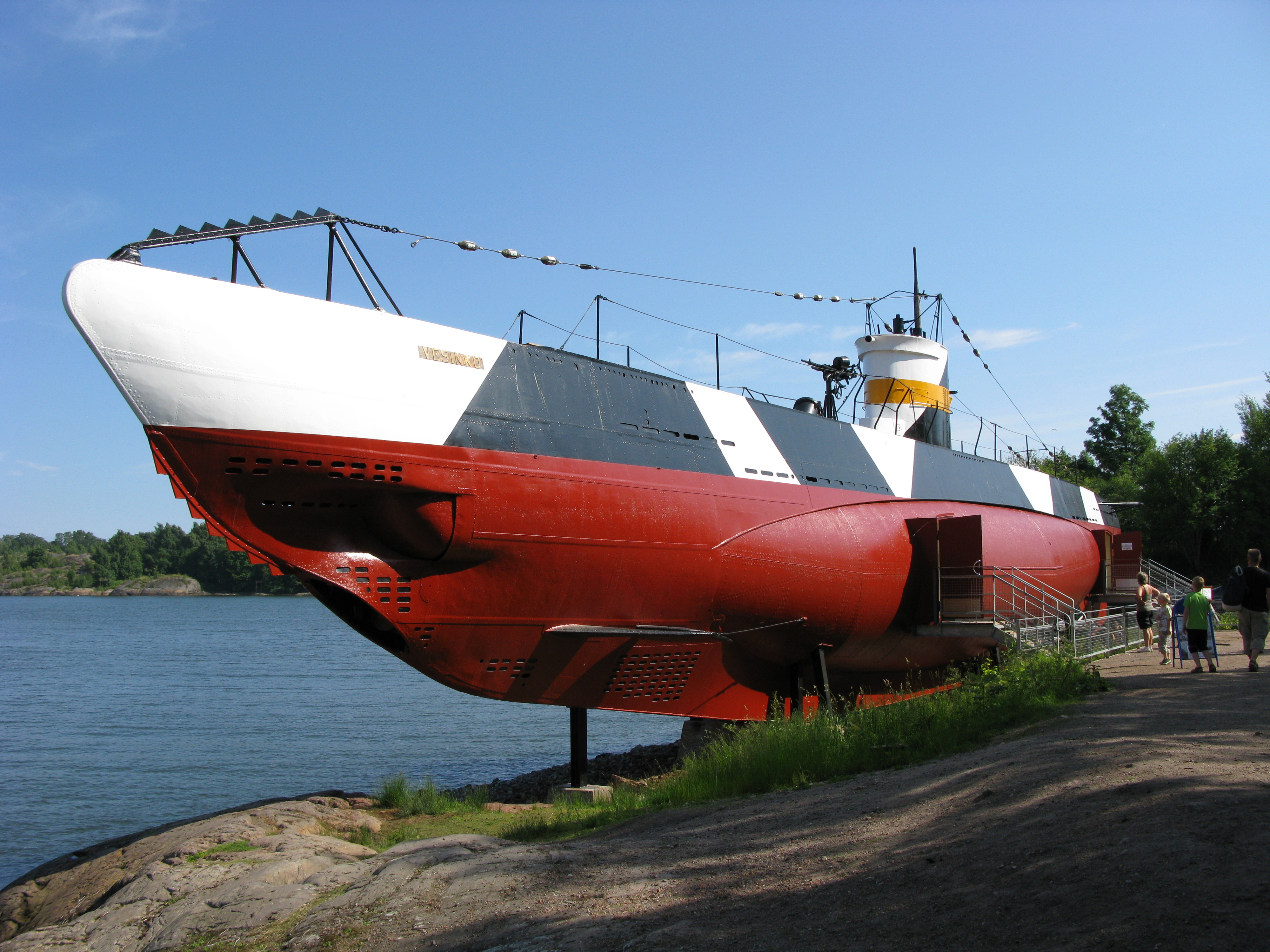
Подводная лодка «Весикко»

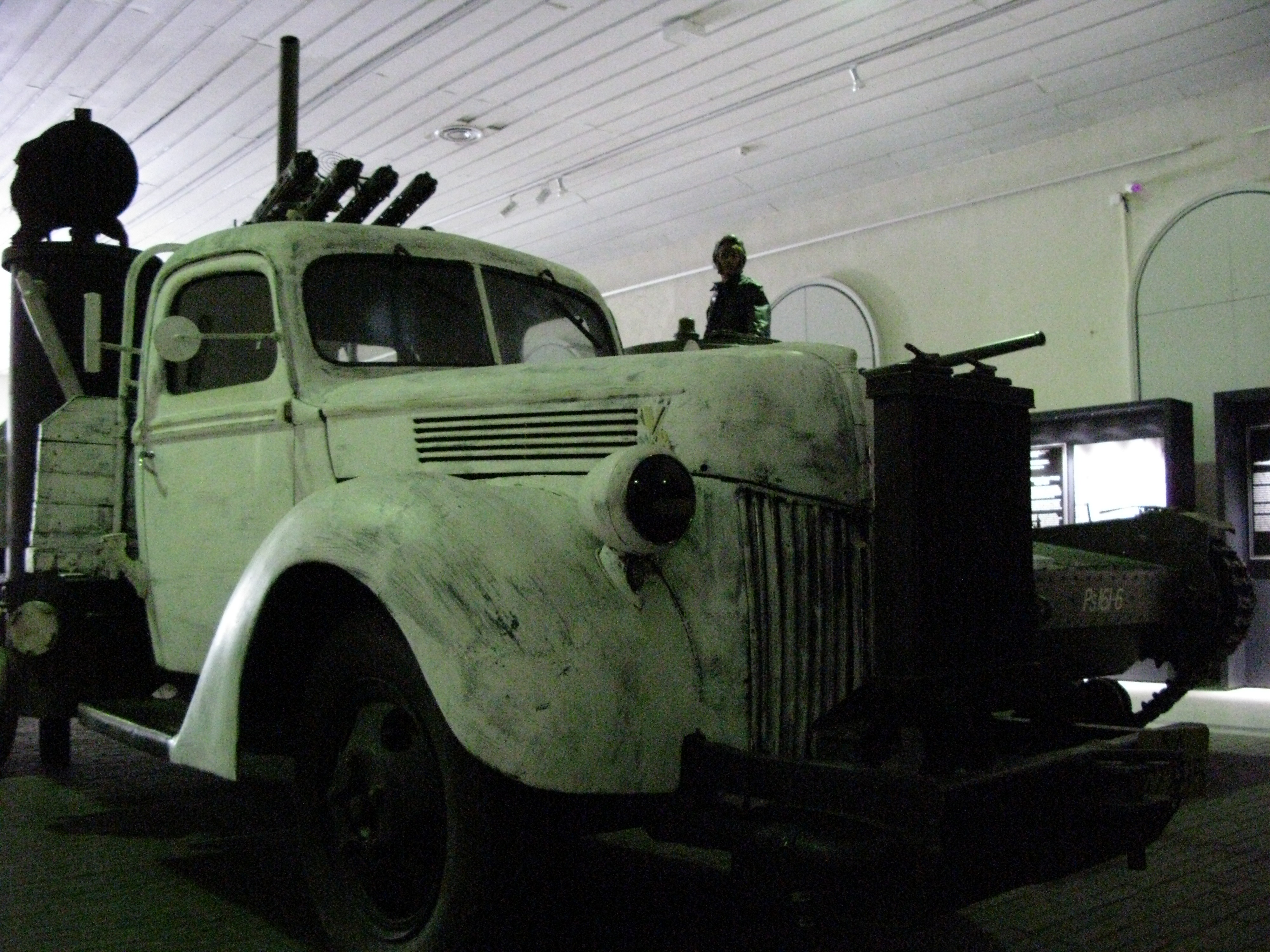
Ford V8 в Манеже

Старая выставка по адресу Мауринкату 1 была заменена выставкой «От гаккапелиты до миротворцев» 8 марта 2013 года. Выставка находился в соседнем здании (Лиисанкату 1), где до этого была выставка о Зимней войне. Новая выставка была посвящена финской военной истории, начиная со времён, когда Финляндия была под властью Швеции и России, сражениям за независимость, войнам 1939—1945 годов — по настоящее время. Выставка на Лиисанкату была закрыта 1 марта 2016 из-за плесени.

### Подводная лодка «Весикко» и музей в Манеже
В летнее время в Суоменлинна можно посетить две достопримечательности Военного музея. Подводная лодка «Весикко» — единственная из пяти финских подводных лодок, сохранившаяся с военных времён, остальные были утилизированы в 1953 году. Во время Зимней войны и Войны-продолжения «Весикко» использовали в разведывательных и сопроводительных операциях на Финском заливе и на Аландском море. «Весикко» выполнил во время войны одну успешную атаку против кораблей противника: он торпедировал советское грузовое судно «Выборг» в районе острова Суурсаари 3 июня 1941 года. По окончании Войны-продолжения служба «Весикко» закончилась, так как Парижский мирный договор 1947 года запрещал Финляндии иметь свои подводные лодки. «Весикко» всё-таки удалось сохранить и планировалось использовать её в качестве учебного судна для финских военно-морских сил. На практике же ей не нашлось применения, а лодку переместили на судостроительную верфь в Катаянокка. Рассматривался также вариант её продажи, но к счастью этого не произошло, и в начале 1960 годов лодку переместили в Бухту артиллерии в Суоменлинна. В июле 1973 года «Весикко» была открыта в качестве музейного экспоната для посетителей, и в дальнейшем она стала самой популярной достопримечательностью Военного музея. «Весикко» открыта каждый день с мая по сентября.
Выставка в Манеже Военного музея, посвященная Зимней войне, Войне-продолжению и Лапландской войне, была открыта в июне 1989 года. Манеж в Суоменлинна был построен в 1880-х годах как артиллерийский склад. В здании Манежа организовывались различные специализированные выставки: выставка «Финские подводные лодки» экспонировалась в 2003 и 2004 годах, и с мая по август 2011 года — выставка «Весикко». В Манеже представлены, например, бывшие в использовании финской армии немецкая зенитная пушка 88мм FLAK 37, английский танк VICKERS-ARMSTRONG 38, а также торпедный аппарат с финской торпедной лодки S2, затонувшей в 1925 году. Специально для выставки были построены перевязочный пункт и землянка, которая и в настоящее время является экспонатом музея. В мае 2012 года в Манеже, на месте старой выставки, открылась новая «От автономии до Аталанты» — выставка о военной истории Финляндии. Она рассказывает об истории Сил обороны Финляндии, финских солдатах и войнах, в которых Финляндия участвовала с прошедших столетий до современности. Выставка открыта каждый день до конца октября 2017.

## Сотрудничество с другими музеями
С Военном музеем сотрудничают восемь музеев родов вооружённых сил. Значительная часть экспонатов этих музеев входит в коллекции Военного музея. В силу недостатка ресурсов и выставочных помещений у Военного музея, военно-исторические коллекции распределены территориально и по родам войск. На возникновение спецмузеев повлиял в большой мере рост коллекций воинских частей. Спецмузеи были основаны, начиная с 1945 года, особенно в 1960-70 годах, и, как правило, их деятельность была спонсирована различными фондами. Военно-историческими спецмузеями являются: Танковый музей, Музей противовоздушной обороны, Авиационный музей, Пехотный музей, Военно-медицинский музей, музей Мобилия (дорожно-транспортный), музей Форум Маринум (мореплавание и кораблестроение) и музей Милитария, в состав которого входят Музей разведки, Музей артиллерии и Музей информационной службы.